# Ricardo Flores Magón, San Luis Potosí
Ricardo Flores Magón är en ort i Mexiko.   Den ligger i kommunen San Vicente Tancuayalab och delstaten San Luis Potosí, i den sydöstra delen av landet, 270 km norr om huvudstaden Mexico City. Ricardo Flores Magón ligger 38 meter över havet och antalet invånare är 238.
Terrängen runt Ricardo Flores Magón är platt. Runt Ricardo Flores Magón är det ganska glesbefolkat, med 30 invånare per kvadratkilometer. Närmaste större samhälle är San Vicente Tancuayalab, 6,4 km söder om Ricardo Flores Magón. Trakten runt Ricardo Flores Magón består till största delen av jordbruksmark.